# St.-Ursula-Schule (Geisenheim)
Die St. Ursula-Schule Geisenheim ist ein privates, staatlich anerkanntes Gymnasium mit Realschulzweig in der Hochschulstadt Geisenheim im Rheingau in Hessen. Sie hat zurzeit von der 5. bis zur 9. Jahrgangsstufe vier Parallelklassen, davon seit 2012 eine Realklasse. Einschließlich der Oberstufe (E1-Q4) besuchen insgesamt etwa 960 Schüler die St. Ursula-Schule. Unterrichtet werden alle zusammen von etwa 80 Lehrern. Schulträgerin ist seit 1992 die St. Hildegard-Schulgesellschaft des Bistums Limburg. Das Schulgeld beträgt für das erste Kind monatlich 60 Euro.

## Geschichte
Die Schule wurde 1894 als Dependance der Frankfurter Ursulinen unter der Leitung von Mater Angela Lehner als reines Mädcheninternat mit emanzipatorischem Erziehungsansatz gegründet. Mädchen erhielten durch Schule und Internat Zugang zu einem mittleren Bildungsabschluss. Als Schulgebäude diente zunächst der Kronberger Hof. 1903–04 entstand der Bau des Ursulinen-Instituts St. Josef (später zunächst der Altbau, dann wieder St. Josef) mit einer neugotischen Kapelle. Der Westflügel des Palais Ostein wurde 1925 erworben.
Zur Zeit des Nationalsozialismus wurde die konfessionelle Schule geschlossen und das Schulhaus im Krieg als Lazarett genutzt. Nach dem Krieg öffnete die Schule im November 1945 wieder ihre Pforten als Gymnasium. 1948 legten 18 Schülerinnen erfolgreich ihr Abitur ab.
Mit großer Unterstützung der Eltern entstand 1954 auf dem Platz einer 1944 zerstörten alten Turnhalle eine neue (die ehemalige Aula). Den Unterricht übernahmen bis 1960 ausschließlich Frauen, hauptsächlich Ordensschwestern.
Mit dem Erwerb des Ostflügels des Ostein’schen Palais 1964 wurden gleichzeitig der Westteil des Kronberger Hofes sowie die alte Kapelle abgebrochen. Im selben Jahr erfolgte die Grundsteinlegung für einen Neubau (heute St. Ursula). Dieser wurde 1966 zusammen mit einem Lehrschwimmbecken, neuer Klausurräume für die Schwestern sowie einer neuen Kapelle eingeweiht. Kapelle und Klausurräume entstammen den Plänen des Wiesbadener Architekten Paul Johannbroer. Der von Johannbroer bevorzugte Glaskünstler Johannes Beeck schuf nicht nur die Fenster für die neue Kapelle, sondern entwarf hier auch die einzige von ihm bekannte Chorwandgestaltung. In Beton ausgeführt wurden die Pläne durch die Bildhauerin Erika Vonhoff aus Aachen, auch beide Portale stammen von ihr.
Die heutige Grundfläche des Schulgeländes wurde 1969 mit dem Erwerb des Eberbacher Hofes erreicht.
1986 begann ein weitreichender Umbruch: Die Leitung der Schule wurde in weltliche Hände gelegt. Unter dem neuen Rektor Bodo Siegwart nahm die Schule als Reaktion auf allgemein sinkende Schülerzahlen ab 1987 auch Jungen auf und bot in Kooperation mit der benachbarten Rheingauschule Oberstufenkurse an, in denen Schüler beider Gymnasien gemeinsam unterrichtet werden.
Nach Plänen des Architekten Hans Waechter aus Mühltal wurde 1995 eine neue Turnhalle eingeweiht. Als Eingangsgebäude wurde der denkmalgeschützte Gartenpavillon des Kronberger Hofes in die neue Halle integriert. Diese wurde vom Bund deutscher Architekten mit der Johann-Wilhelm-Lehr-Plakette für gute Architektur ausgezeichnet.
Die letzte Ordensschwester nahm 2002 ihren Abschied aus dem aktiven Schuldienst. 2013 zogen alle noch in den Klausurräumen lebenden Schwestern in das Geisenheimer Mehrgenerationenhaus um. Die Aula sowie das anschließende Gebäude mit Schwimmbad und Klausurräumen wurden im Sommer 2014 abgerissen, um Platz für ein neues Schulgebäude (St. Angela) zu schaffen, das seit dem Schuljahr 2017/18 für den Schulbetrieb zur Verfügung steht.

## Schulleitung der St. Ursula-Schule
- 1894–1915 Mater Angela Lehner
- 1915–1923 Mater Gonzaga Schippers
- 1923–1930 Mater Margarete Eumes
- 1930–1970 Mater Ignatia Kaiser
- 1970–1986 Schwester Angela Behr
- 1986–2004 Bodo Siegwart
- 2004–2017 Hermann-Josef Schlicht
- 2017–2025 Brigitte Lorenz
- 2025– Jochen Doufrain

## Galerie

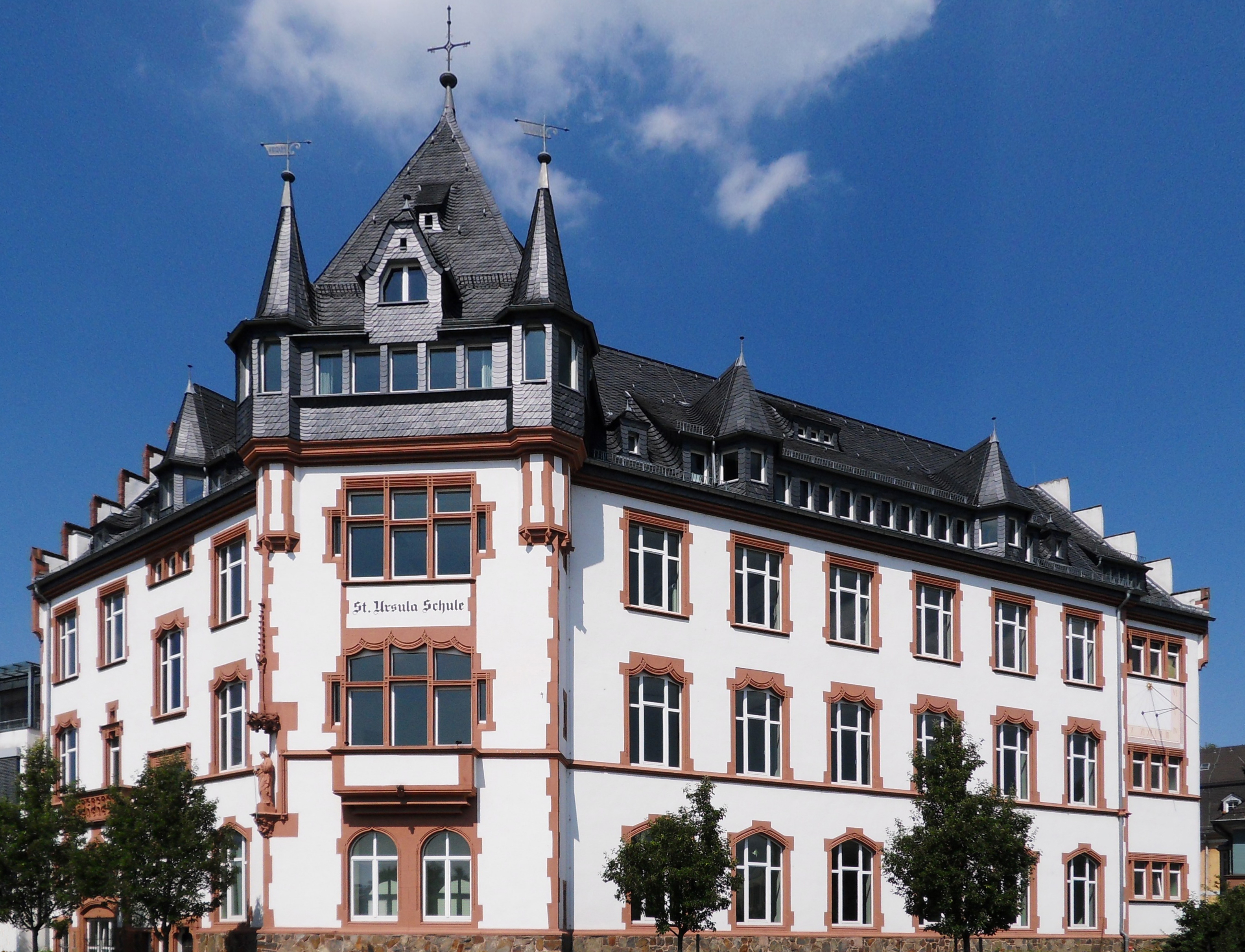
Altbau St. Josef
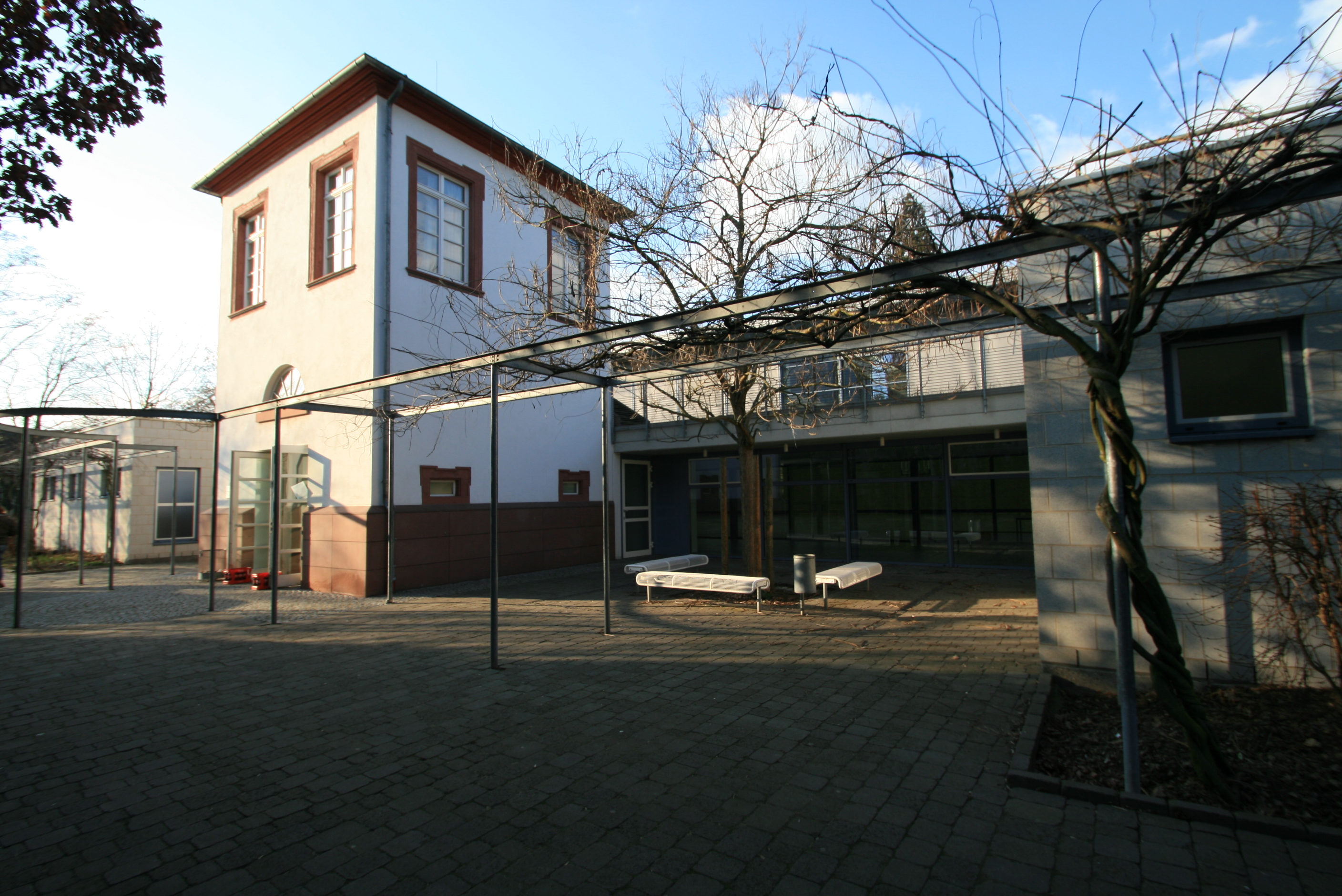
Neue Turnhalle von 1995 mit Gartenpavillon des Kronberger Hofes
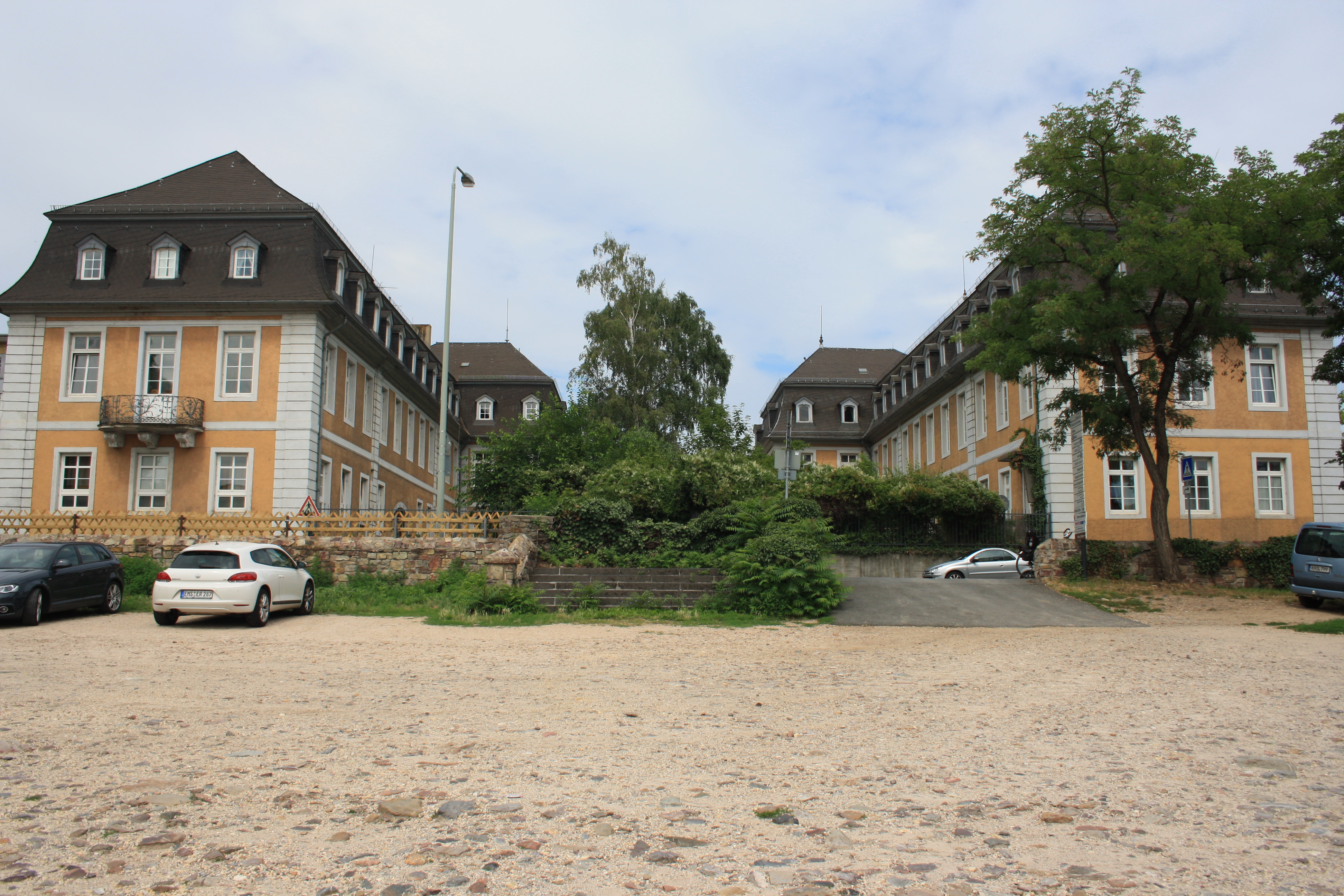
Palais Ostein, ehemalige Internatsräume
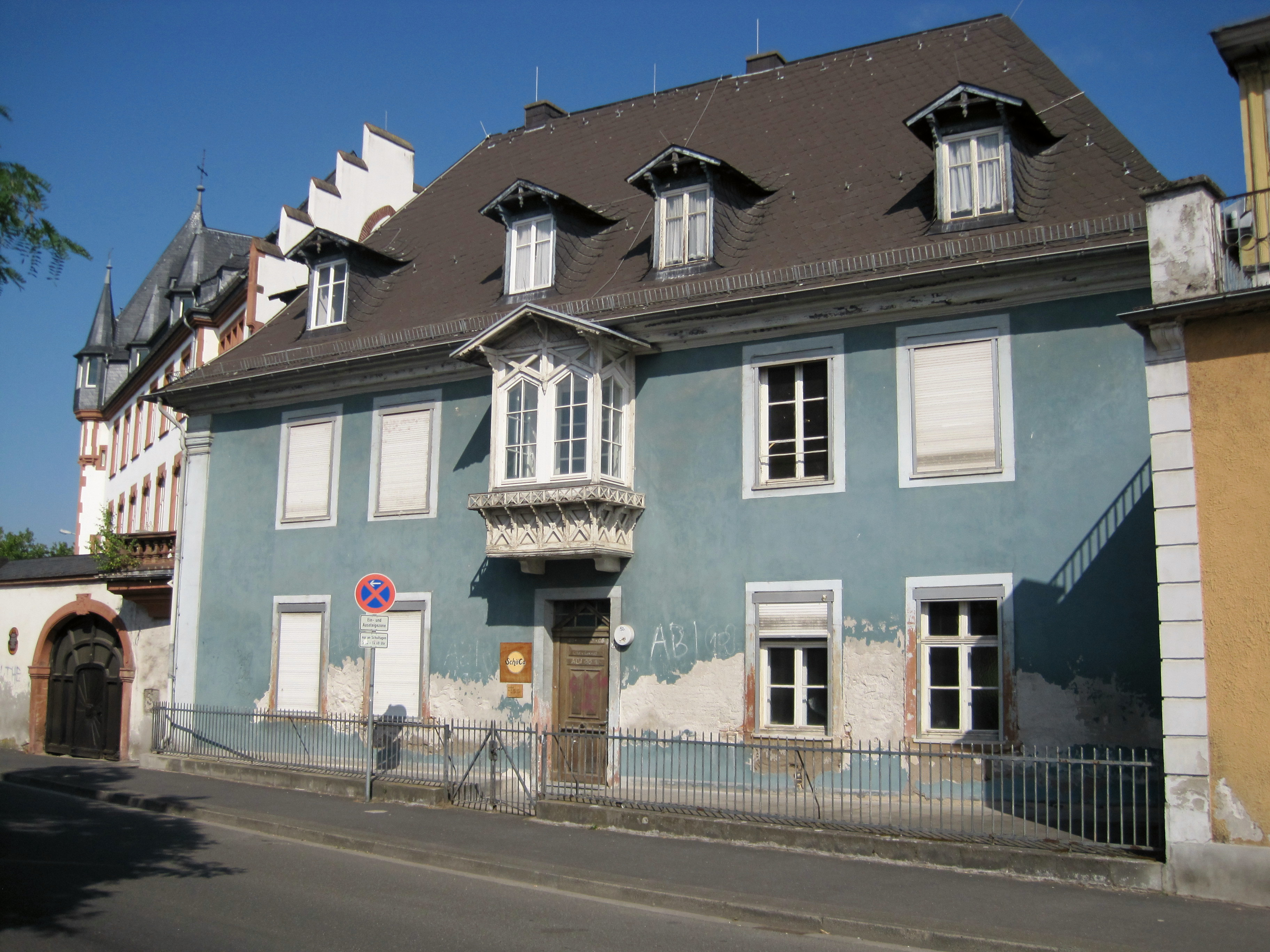
Eberbacher Hof